# Вибори до Федеральної ради Швейцарії 2025
Вибори до Федеральної ради Швейцарії 2025 року — часткові вибори до Федеральної ради Швейцарії, що відбулися 12 березня 2025 року після відставки федеральної радниці та міністра оборони Віоли Амгерд і принесли перемогу Мартіну Пфістеру.
Згідно з неофіційною угодою між основними політичними партіями, відомою як «магічна формула», єдиними кандидатами були представники партії Амгерд «Центр». Той, хто посяде місце Амгерд, очолить Федеральний департамент оборони, захисту населення і спорту.
Боротьба відбувалася між двома кандидатами: національним радником від Санкт-Галлена Маркусом Ріттером і кантональним міністром охорони здоров'я Мартіном Пфістером із Цуга. Кілька чільних діячів партії «Центр» балотуватися відмовилися, серед них колишній керівник цієї партії Ґергард Пфістер, про якого припускали, що він має сильні шанси стати наступником Амгерд.

## Передісторія

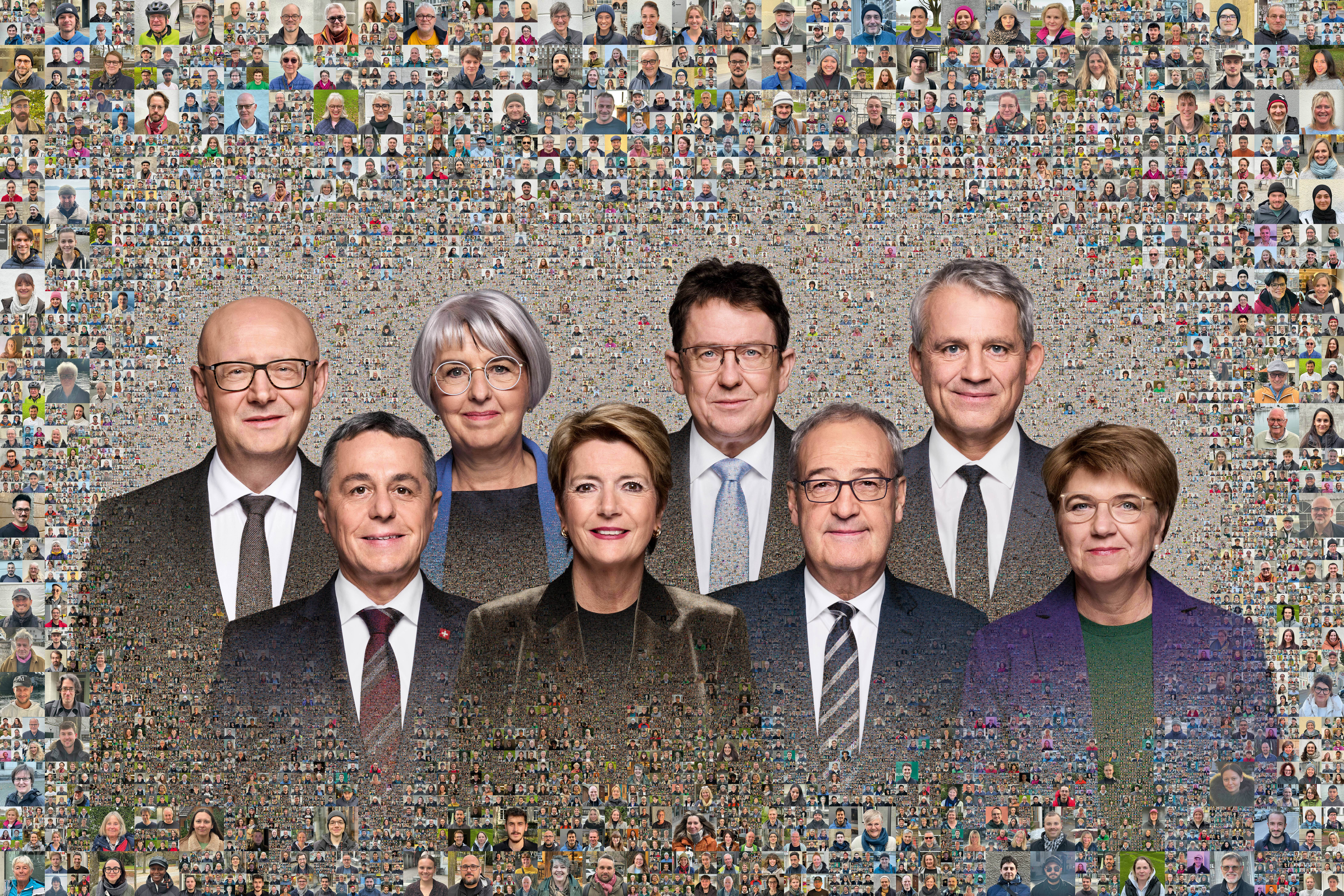
Віола Амгерд (внизу праворуч) на груповому фото Федеральної ради 2025 року

Віола Амгерд — політикиня з Бріг-Гліс, належить до партії Центр, у 2019 році увійшла до складу Федеральної ради та очолила Федеральний департамент оборони, захисту населення і спорту. Після федеральних виборів у Швейцарії 2023 року її було переобрано на ще один чотирирічний строк із 2024 по 2027 рік та обрано президенткою Швейцарської Конфедерації на 2024 рік. 15 січня 2025 року вона оголосила про свою відставку, яка набула чинності наприкінці березня 2025 року.
Про можливу відставку швейцарські ЗМІ, зокрема Blick, Neue Zürcher Zeitung та Watson, повідомляли ще приблизно на початку року. 6 січня голова партії Центр Ґергард Пфістер оголосив про свою відставку з посади її керівника. У зв'язку з відставкою Пфістера публічно обговорювалися його амбіції щодо посади у Федеральній раді. За кілька днів до оголошення про відставку Амгерд, ШВП розкритикувала на зборах партійних кадрів її поведінку на посаді. Представники ШВП закликали до відставки Амгерд. Заклики до відставки вважаються незвичними у Швейцарії, що спонукало інші партії розкритикувати цю вимогу. Також публічно обговорювалися можливі відставки Іньяціо Кассіса та Гі Пармелена.

## Процес виборів Федеральної ради
У Швейцарії семимісна виконавча Федеральна рада обирається об'єднаними Федеральними зборами, де обидві палати двопалатного законодавчого органу засідають разом. Голосування проводиться таємно. Місця у Федеральній раді розподіляються між партіями відповідно до неписаної угоди, відомої як «магічна формула». Початкова формула датується 1959 роком; нині вона забезпечує по два місця для ШНП, СДПШ і ВДП, а також одне місце для Центру.
Федеральні радники традиційно переобираються, доки не вирішать піти у відставку. В середньому федеральні радники служать десять років. Не існує процедури усунення федерального радника до закінчення строку його повноважень, і лише чотири чинні кандидати програли переобрання. Вибори 2025 року були першими, на яких обрали нового радника від часу грудневих виборів до Швейцарської федеральної ради 2023 року Беата Янса.
Федеральна рада обирається абсолютною більшістю голосів об'єднаних Федеральних зборів шляхом таємного голосування, причому кожне місце заповнюється самостійно. Будь-який громадянин Швейцарії з правом голосу має право балотуватися. У перших двох турах члени Федеральних зборів можуть голосувати за будь-якого кандидата, який має право голосу, але в результатах оголошуються лише ті, хто здобув щонайменше десять голосів; починаючи з третього туру, право голосу мають лише кандидати, які отримали щонайменше десять голосів в одному з перших двох турів. Згідно з методом «вичерпного голосування», кандидат, який посів останнє місце в кожному турі, вибуває з наступного, доки один із кандидатів не одержить абсолютної більшості.
Федеральна рада вирішує, як сім федеральних департаментів розподіляються між її членами, при цьому пріоритет надається членам, які пропрацювали довший час. Федеральна рада також може будь-коли вирішити перерозподілити департаменти. Однак повсюдно очікується, що наступник Амгерд візьме на себе керівництво Федеральним департаментом оборони, захисту населення і спорту.